# Cisalpino (azienda)
Cisalpino SA era una società partecipata da Trenitalia e dalle Ferrovie Federali Svizzere (FFS), che effettuava collegamenti ferroviari internazionali tra Firenze, Trieste, Venezia, Milano, Pisa, Livorno, Zurigo, Ginevra e Basilea.
Da dicembre 2005 Cisalpino aveva preso in gestione la totalità del traffico (escluso quello notturno) fra l'Italia e la Svizzera.
Il 12 dicembre 2009 Cisalpino ha cessato l'attività operativa, come annunciato il 25 settembre 2009, e la gestione commerciale dei servizi tra le due nazioni è tornata in mano alle case madri FFS e Trenitalia, che hanno anche riassorbito il relativo personale.
La società Cisalpino è stata mantenuta in vita fino all'esaurimento di ogni strascico di natura legale e finanziaria, con riferimento in particolare alla commessa degli elettrotreni ETR 610.
Il 19 giugno 2018 l’Assemblea generale ordinaria degli azionisti ha deliberato di avviare la liquidazione della società.
La società è stata infine sciolta il 23 dicembre 2021.

## Le tratte di Cisalpino
- Sciaffusa - Zurigo - Bellinzona - Lugano - Como - Milano - Pavia - Genova - La Spezia - Pisa - Livorno
- Firenze - Milano - Bellinzona - Zurigo
- Ginevra (Aeroporto) - Ginevra - Losanna - Milano - Verona - Vicenza - Padova - Venezia
- Zurigo - Bellinzona - Lugano - Como - Milano
- Milano - Berna - Basilea
- Zurigo - Bellinzona - Milano - Trieste
- Sulle relazioni Ginevra - Milano circolavano ulteriori EuroCity con composizioni corte (6 carrozze) di materiale ordinario, di provenienza di entrambe le case madri (FFS e Trenitalia).

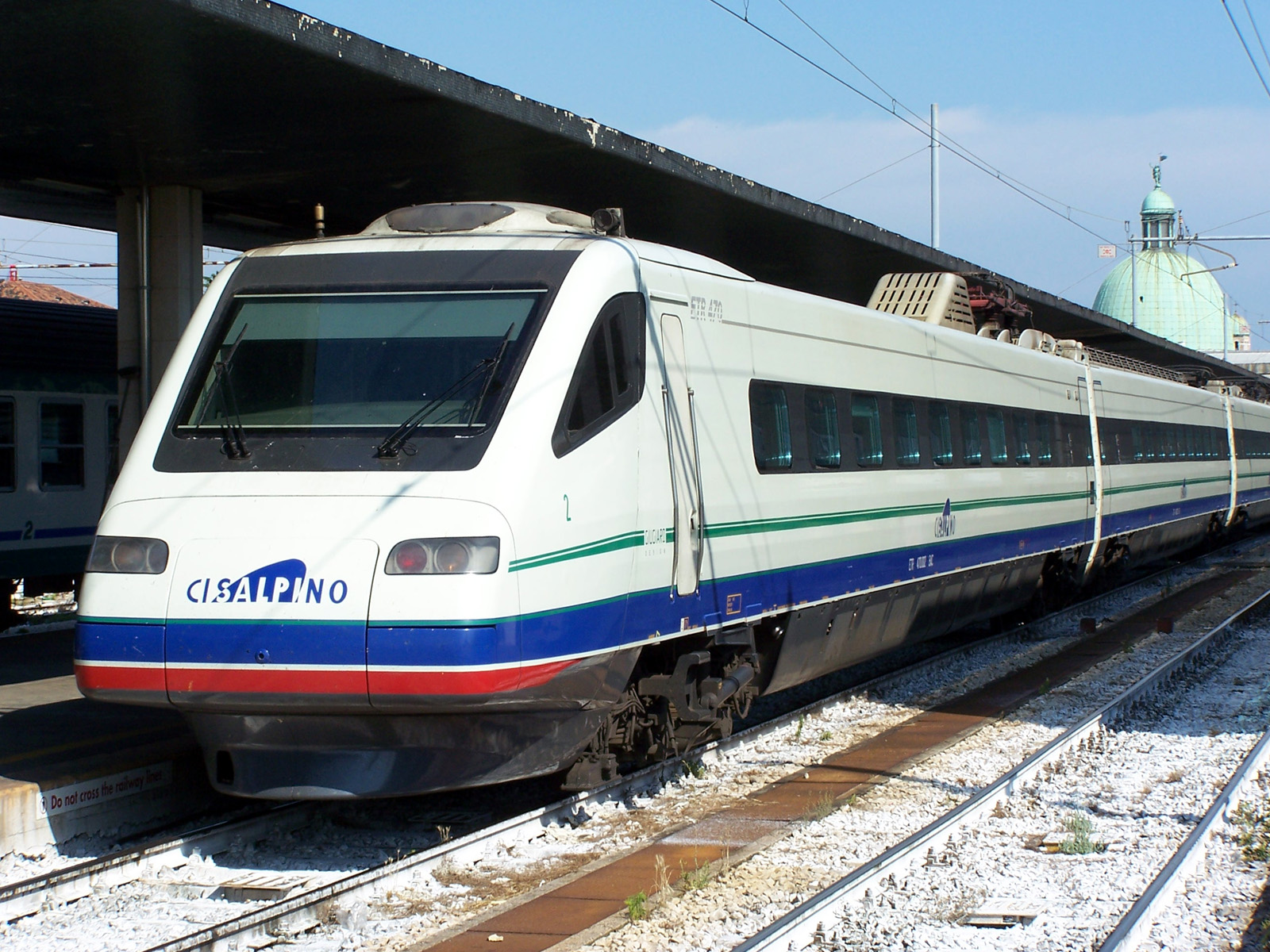
ETR.470 a Venezia Santa Lucia nella vecchia livrea.

La sede legale della società Cisalpino era a Muri bei Bern, vicino a Berna. Aveva ulteriori sedi a Zurigo, Visp e Milano.
La manutenzione dei treni ETR 470 veniva effettuata a Milano da Trenitalia. La manutenzione dei treni Ginevra-Venezia, detti "Canaletto", e di quelli Sciaffusa-Livorno, detti "Cinque Terre", veniva effettuata a Venezia, mentre tutti gli altri treni erano assegnati a diversi impianti in Svizzera (Basilea, Zurigo, Ginevra, Olten). Il personale viaggiante era composto da dipendenti di Trenitalia nel tratto italiano e delle Ferrovie Federali Svizzere nel tratto svizzero. La carrozza ristorante veniva gestita dalla Chef Express, società del Gruppo Cremonini. Le composizioni corte da 6 carrozze erano prive di carrozza ristorante e prevedevano invece un servizio con carrellino Minibar gestito dalla società svizzera Elvetino. Il sistema automatico di annuncio delle stazioni raggiunte in quattro lingue (tedesco, francese, italiano e inglese) era attivo in solo territorio svizzero, mentre in territorio italiano gli annunci erano effettuati vocalmente dal personale.

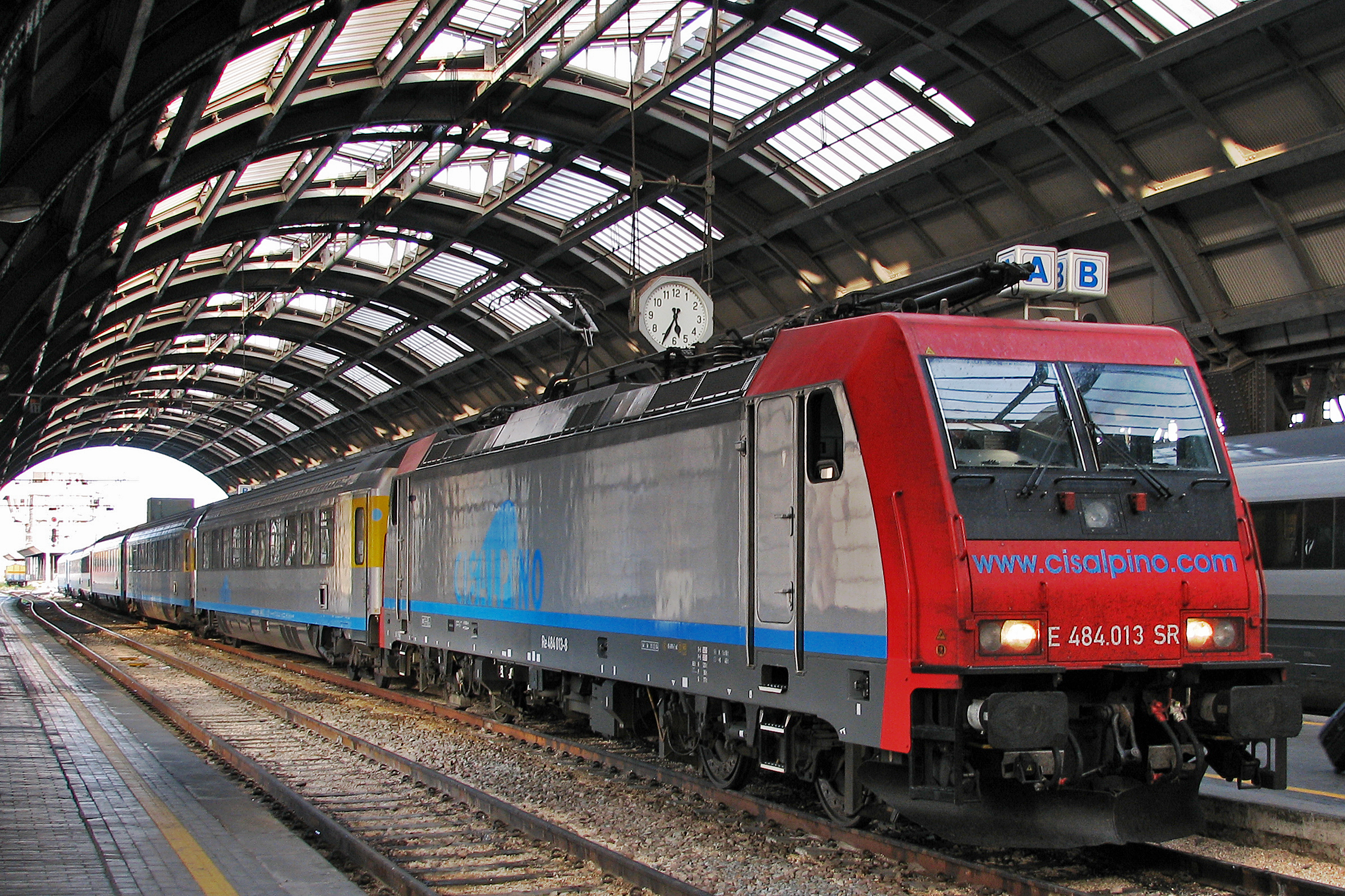
CIS E.484.013 (alias Re 484.013) appena giunta a Milano Centrale con l'EC 133 "Verbano" proveniente da Basilea FFS.

La tariffazione era a prezzo globale per le tratte internazionali, mentre per i percorsi interni in Italia era previsto il pagamento di una tariffa allineata con quelli che all'epoca erano i treni Eurostar City (gli attuali Frecciabianca), comprensiva della prenotazione del posto.
Cisalpino a metà 2004 aveva commissionato 14 nuove composizioni di treni ad assetto variabile, che avrebbero dovuto entrare in servizio (in enorme ritardo sui tempi inizialmente previsti) nel 2009. Un nuovo treno ETR 610 era stato inserito in pre-esercizio commerciale il 20 luglio 2009 sulla linea Ginevra-Milano (CIS 35 e 40).
I nuovi convogli, denominati ETR 610, sono stati commissionati a Alstom (ex Fiat Ferroviaria), e disegnati da Italdesign-Giugiaro S.p.A. Sono convogli politensione, cioè possono circolare indifferentemente sotto l'alimentazione a 15 kV in CA svizzera, quella a 3 kV CC italiana e quella a 25 kV CA delle nuove linee ad alta velocità in Italia.
Nel 2009 la tratta Ginevra-Venezia e viceversa (treni Cisalpino 37 e 42) e Basilea-Milano e viceversa (treni Cisalpino 51 e 56) veniva effettuata con materiale convenzionale per il ritardo nella consegna dei nuovi pendolini ETR 610 da parte di Alstom (ex Fiat Ferroviaria).
Nel traforo del Sempione e nella galleria di base del Lötschberg dall'inizio di gennaio 2009 fino al 4 maggio 2009 non hanno circolato gli ETR 470 per indisponibilità, poi risolta grazie agli interventi attuati per il ripristino della flotta degli ETR 470.
Sulla tratta Milano - Zurigo (Linea del Gottardo) per una parte dei servizi venivano utilizzati fino a Lugano degli ETR 470 e da Lugano degli ICN svizzeri appositamente noleggiati da Cisalpino.

## I mezzi a disposizione
Nel 2007 il totale dei veicoli a disposizione di Cisalpino era di 161 unità, di cui 5 bagagliai, 47 vetture di prima classe, 81 di seconda classe 21 BH, 7 vetture ristoranti.

## Problemi

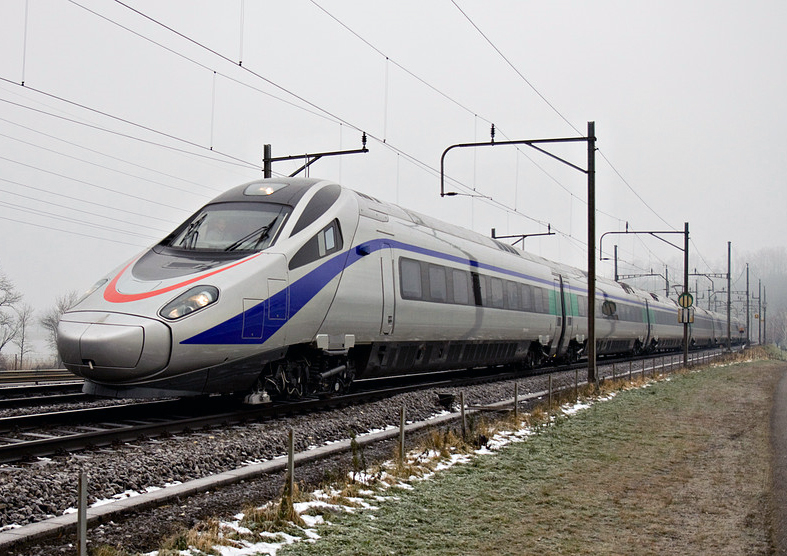
I nuovi ETR 610

Secondo le statistiche parziali del 2009 (14.1.09 - 8.2.09) la Cisalpino aveva effettuato 961 corse utilizzando gli ETR 470, 473 (49,22%) avevano un ritardo maggiore o uguale di 5 minuti, 273 (28,41%) avevano un ritardo maggiore o uguale a 15 minuti, 103 (10,72%) invece le soppressioni parziali o totali. Il ritardo medio rispetto alla statistica delle Ferrovie Federali Svizzere era di 12,56 volte superiore.
Frequentemente era difficile trovare una toilette funzionante a bordo degli ETR 470 e una volta capitò che un convoglio dovette effettuare una sosta forzata in una stazione per permettere ai viaggiatori di utilizzare i servizi igienici in loco.
La Cisalpino aveva ricevuto da parte dell'Ufficio Federale dei Trasporti svizzero una richiesta di chiarimenti sul degrado dell'esercizio verificatosi dopo il cambio dell'orario di dicembre 2008, chiedendo di indicare anche i provvedimenti volti al recupero della normalità. In base alla risposta sarebbero stati valutati provvedimenti a carico di Cisalpino, tra cui non era stato escluso il ritiro della concessione.
In seguito alle informazioni fornite da Cisalpino la concessione era stata confermata dall'Ufficio Federale dei Trasporti.
In seguito al cambio dell'orario del 14.12.08 la Cisalpino aveva aumentato le tariffe, ed aveva eliminato la tariffa giovani (dai 16 ai 26 anni) normalmente applicata nei viaggi frontalieri, questa decisione fu fortemente contestata, ma nessun organo di informazione se ne era interessato.

## Dati economici e finanziari
Cisalpino AG nel 2008 ha avuto 159.33 milioni di ricavi operativi, Ebit di 3.62 milioni, utili per 420 000 euro. Il 50% in mano a Trenitalia valeva 55.50 milioni di franchi (circa 36 milioni di euro). Capitale sociale di 109.42 milioni di franchi (EUR 71.68 milioni), patrimonio netto di 150.41 milioni (EUR 98.53 milioni).